# بخش انچانکا
بخش انچانکا (به اسپانیایی: Anchonga District) یک سکونتگاه مسکونی در پرو است که در منطقه اوانکاولیکا واقع شده‌است.

## خصوصیات
بخش انچانکا ۷۲٫۴ کیلومترمربع مساحت و ۷٬۲۸۲ نفر جمعیت دارد و ۳٬۲۹۸ متر بالاتر از سطح دریا واقع شده‌است.